# Alessandro Cagliostro
Alessandro Cagliostro (egentlig Giuseppe Balsamo fra Palermo) (født 8. juni 1743, død 26. august 1795) var en italiensk eventyrer og selvudnævnt magiker.
Balsamo blev født af fattige forældre, hans far hed Pietro, og sønnen blev sat i et præsteseminarium, han angiveligt løb bort fra som 13-årig. Derefter blev han angiveligt medhjælper i et klosterapotek, hvor han lærte fysik og kemi, for snart efter at blive bortvist for slet opførsel. Derefter rejste han angiveligt omkring i Grækenland, Egypten og en del af Asien, hvor han hævdede at være blevet indviet i de hemmelige kunster.
I 1767 var Balsamo i Rom, hvor han det følgende år giftede sig med den 17-årige Lorenza Feliciani (f. 8. april 1751) fra en fattig familie. Hun kunne knapt nok læse og skrive, og var havnet i prostitution. Muligvis mødtes de i et bordel. Med sine forældres velsignelse giftede hun sig med Balsamo i kirken San Salvatore in Campo 8. april 1768.
Sammen rejste parret det halve Europa igennem under forskellige navne som grev og grevinde di Cagliostro, Tischio og (1779) Pellegrini.
Filosoffernes kritik af dogmetroen tillige med den gryende anelse om ukendte naturkræfter havde gjort folk modtagelige for ny svindel. Også den politiske og sociale gæring begunstigede en type som Cagliostro. Han optrådte som åndemaner og guldmager, forfærdigede livseliksir og ville stifte et nyt egyptisk frimureri, hvis "Stor-Kophta" han selv var. I London optrådte han som udsending fra profeten Elias som søn af en engel og en dødelig kvinde, og lovede at genføde sine "troende" til et nyt og bedre fysisk og psykisk liv.
Også i Nederlandene og Tyskland, hvor han udførte overraskende kure, betragtedes han af mange, og ikke mindst i de højere stænder, som et gådefuldt vidunder. Professor Stark (bekendt som stifter af hemmelige selskaber), fru von Krudener og andre hørte til hans beundrere og tilhængere. Som der berettes, skal han have været mindre heldig i St. Petersborg, og Katharina 2. af Rusland skrev endog senere et satirisk lystspil over ham og hans tilhængere.
1780 kom han til Frankrig, hvor kardinalen af Rohan blev hans offer, og hvor han i det hele vandt mange fornemme tilhængere, navnlig kvinder. I sagen om diamanthalsbåndet spillede Cagliostro en stor rolle, og grevinde de la Mottes forklaringer var så graverende for Cagliostro, at han blev sat i Bastillen; snart efter blev han forvist fra Frankrig. Hans delagtighed i halsbåndshistorien havde imidlertid åbnet øjnene på mange, og da han 1789 ville stifte en egyptisk loge i selve Rom, lod den pavelige inkvisition ham fængsle.
Lorenza blev arresteret og sat i kloster, mens Cagliostro sad indespærret i Engelsborg, anklaget for kætteri, trolddomsudøvelse og frimureri. Efter halvandet år blev han dømt til døden, straffen dog omgjort af paven til livsvarigt fængsel i Engelsborg. Cagliostro foretog et flugtforsøg, men blev raskt overmandet og i stedet overført til den ensomt beliggende fæstning San Leo, hvor han døde i 1795. Der blev dog ikke fæstet lid til, at han skulle være død, og til sidst blev Napoleon Bonaparte nødt til at få udfærdiget en rapport om "magikerens" død.

## Eftermæle
Goethe har benyttet Cagliostros skikkelse i sin Grosskophta (1791). De i Paris 1785 af marquis de Luchet udgivne Mémoires authentiques de Cagliostro er opdigtede.
Den russiske film Formula of love (= Kærlighedens trylleformular) fra 1984 handler om Cagliostro.